# Biguembia copo
Biguembia copo är en insektsart som beskrevs av Szumik 1998. Biguembia copo ingår i släktet Biguembia och familjen Archembiidae. Inga underarter finns listade i Catalogue of Life.